# 倉敷保雄
倉敷 保雄（くらしき やすお、1961年3月11日 - ）は、日本のフリーアナウンサー。現在は主にサッカー中継の実況アナウンサーとして活動中。

## 略歴
大阪府生まれだが、幼少期に何度も引っ越しを繰り返した末に、小学校から大学時代の前半までを千葉県で過ごしているため、公式プロフィール上の出身地を千葉県としている。千葉時代には休み時間や放課後には友人とサッカーを楽しむ一方、試合に出られそうにないと試合を抜けて図書館に行ったり野原で虫を捕ったりするという生活を送っていたという。千葉県立船橋西高等学校（現・千葉県立船橋啓明高等学校）から東洋大学社会学部に進学。
大学ではアナウンス研究会に所属し、放送業界への就職を目指すようになる。元々はラジオ局のディレクターを目指していたというが、次第にスポーツアナウンサーの道を目指すようになり、幼少期から中日ドラゴンズファンで「中日戦の実況がしたい」との想いから名古屋の放送局を受験したが、合格はならず。さらに、後に某FM局に合格したものの単位が足りずに大学卒業が出来なかったために就職は叶わず、翌年ラジオ部門がありアナウンサー職の募集を行っている放送局を数局受験したところラジオ福島に入局が決まる。
しかし当時ラジオ福島には自社で手がけていたスポーツ番組が「福島競馬実況中継」程度しかなく、アナウンサー兼プロデューサーとして音楽番組に力を入れるようになる。プロモーターを頼って独力でゲストとの出演交渉を行うなど「楽しかったことは9割9分が音楽」と述懐するほど音楽番組に力を注ぐが、入局から5年半後の1988年8月に母親の病気を理由にラジオ福島を退社。半年間を結婚式の司会などのアルバイトで食いつないだ後に記者職で社員を募集していた文化放送に入社。報道部に2年、スポーツ部に半年在籍して退社。このタイミングでラジオ福島の先輩であった八塚浩の所属している圭三プロダクションを通じてNHK総合テレビのスポーツ番組でのナレーションの仕事を引き受けて、フリーアナウンサーとしてのキャリアをスタートさせる。
サッカー実況を担当するようになったのは、Jリーグが開幕した1993年。文化放送時代の人脈を通じてJリーグ中継の実況を単発で担当し、その映像を当時スポーツ・アイのサッカー中継に関わっていた会社の人物に持って行ったところ、同局のエールディヴィジ（オランダ）とカンピオナート・ブラジレイロ・セリエA（ブラジル）の中継を担当することになる。その後担当したリーガ・エスパニョーラ（スペイン）中継で金子達仁とのコンビで話題になる。
2001年のW杯欧州・南米予選特番「12時間テレビ」（スカパー!）では、解説の粕谷秀樹と共に同時に行われている最大7試合の分割画面を見ながらザッピングした試合を即興で実況する（通常は前もって下調べをしたり、スタッフが用意した資料に目を通してから実況に臨む）という離れ業を見せた。
2002年の日韓W杯では、スカパー!のメインキャスターとして日本戦3試合や決勝戦などを担当した。日本vsベルギー戦で稲本潤一がゴールを決めた際、「決めてくれぇ、ゲットォー！！」と絶叫した。また、「ワールドカップジャーナル」（えのきどいちろう司会）のスーパーバイザーでもあった。2006年のドイツW杯でも、日本戦3試合を含むグループリーグ8試合を解説の原博実とともに現地から実況した。2010年の南アフリカW杯では、「デイリーハイライト ～ジャンルカなう～」の司会を務めた。
なお、ジャーナリストとしての側面も持ち、様々な場所にサッカーコラムを寄稿することもある。

## 人物
愛称はブラジルで「名手」を意味する「クラッキ」と苗字の「倉敷」とをかけた「クラッキー」。好きな選手はヤリ・リトマネン。一番好きなチームはアヤックス（エールディビジ）。その他にもバルセロナ（リーガ・エスパニョーラ）、コリンチャンス（ブラジル）、アラベス（リーガ・エスパニョーラ）、マインツ（ドイツ・ブンデスリーガ）も応援している。Jリーグにも好きなチームはあるというが公表はしていない。
夫人は公表していないが、ラジオ福島退社後、同時期に退社した小林千鶴と結婚したことが、同局の特番「さよならAM!AM!」にて報告された。2007年、「Foot!」スウェーデン・フィンランド取材旅行に同行しており、2007年8月17日放送の同番組で「スタッフからの手紙」という形で夫婦の仲睦まじさを暴露されている。
幼少期はサッカー・野球以外には大相撲にも興味があったという。
FC東京のマスコット・東京ドロンパの大ファン。2017年3月3日にラジオ番組「荻上チキ・Session-22」に小澤一郎・清水英斗と共にゲスト出演し、Jリーグの注目チームを尋ねられた際にも「僕はですね、世界に通用する文化を持っているところがいってほしいなと思います。FC東京はですね…かわいい、キャラクターが（笑）。世界に通用します」と、チームそのものより先に東京ドロンパについて触れ、2019年5月18日に行われたFC東京vs北海道コンサドーレ札幌戦のDAZNでの実況を担当した際にも、ハーフタイム中に2分間にわたって東京ドロンパを絶賛するコメントを発し、FC東京の公式Twitterアカウントが取り上げる ほどである。
本人曰く、『レインボー戦隊ロビン』（1966年）を観て魅了されて以来、今日に至るまでアニメや特撮番組を観続けているということで、アニメや特撮、特に1970年代や1980年代の、昭和時代の作品に造詣がある。ラジオ福島のアナウンサー時代『それいけAM!AM!こちら下荒子8番地』のパーソナリティを務めていた頃は、怪人の着ぐるみなど特撮グッズをスタジオに入れて放送をしていたほどだった。「今アナウンサーとしての自分があるのは、子供の頃に観た作品の影響が大きい」と話している。

## 主な担当リーグ・大会など
- FIFAワールドカップ（2002年、2006年、2010年（スカパー!））
- Jリーグ（1993年 - （スポーツ・アイ ESPN、J-SPORTS、テレビ埼玉、スカパー!、DAZNなど））
- ブラジル全国選手権（1993年 - 1998年（スポーツ・アイESPN）、2003年 - 2004年（J SPORTS））
- エールディビジ（1993年 - 1998年（スポーツ・アイ ESPN）、2002年 - 2006年（スカパー!））
- ドイツ・ブンデスリーガ（1998年 - 2000年（J-SPORTS）、2004年 - 2007年（J SPORTS））、
- リーガ・エスパニョーラ（1998年 - 2003年（J-SPORTS→J SKY SPORTS、ディレクTV））
- UEFAチャンピオンズリーグ（1995年 - 1996年（スポーツ・アイ）、2003年 - （スカパー!、J SPORTS））
- コパ・リベルタドーレス（2004年 - 2006年（J SPORTS））
- バルサTV（2005年 - （J SPORTS））
- プレミアリーグ（2007年 - （J SPORTS））
- セリエA（1998年（CS-WOWOWアリーナ）、1999年 - （スカパー!））※定期的に担当するようになったのは2007年から

※太字は2010年1月現在実況を担当

## 出演
- Foot!（J SPORTS、2001年8月 - ） - MC
- FIFAフットボール・ムンディアル（NHK-BS1、GAORAほか） - 日本語版ナレーション
- 忘れじのカルチャー倶楽部 クラッキクロニクル 〜タイムマシンに気をつけろ!〜（BSスカパー!、2019年7月1日 - ） - 企画・MC

### 過去の主な出演番組
- それいけAM!AM!こちら下荒子8番地（ラジオ福島） - パーソナリティ
- 今夜はロケットパンチ!（ラジオ福島） - パーソナリティ[1]
- 文化放送ライオンズナイター（文化放送） - 実況
- TVSライオンズアワー（テレビ埼玉）- 実況
- ザ・スターボウリング（テレビ東京）- 実況
- NHKサンデースポーツ （NHK総合テレビ）- ナレーション
- CARTワールドシリーズ（NHK-BS）- 実況
- 倉敷・土田のワールドカップlog（スカパー!、2006 FIFAワールドカップ直前に放送） - 土田晃之と共演
- 夜な夜なニュースいぢり X-Radio バツラジ（TBSラジオ） - 専属サッカー解説者（番組側が勝手に命名）
- 週刊サッカー・ナビ （GAORAほか）- ナレーション
- 今日は一日“サッカー音楽”三昧（NHK-FM、2010年5月4日） - 司会
- シンガタ（日本テレビ、2010年10月 - 11月） - MC
- 倉敷保雄とゲストがロンドンオリンピックをしゃべり倒す!（NOTTV、2012年7月28 - 8月13日） - メイン司会

## 書籍
- 実況席より愛をこめて（徳間書店）2002年4月17日刊 ISBN 4198615020
- 実況席のサッカー論（出版芸術社）※2007年10月30日 ISBN 9784882933311
- 続・実況席のサッカー論（出版芸術社）※2009年8月30日 ISBN 9784882933816　※山本浩（元NHK解説委員、後の法政大学教授）との対談
- ふたりサッカー（白泉社）※ 2010年11月5日 ISBN 9784592147008
- ふたりサッカー 2試合目（白泉社）※ 2010年11月5日 ISBN 9784592147206　※あらゐけいいち共著（挿絵・漫画）、『ヤングアニマル』連載のサッカーコラム「ふたりサッカーいとをかし」の単行本化
- ことの次第（ソル・メディア）2012年4月23日 ISBN 978-4905349099　※内巻敦子イラスト
- 星降る島のフットボーラー（双葉社）2019年5月21日 ISBN 978-4575241778

## CD
- 「BEATS JAPAN」（DJ CELORY a.k.a. Mr.BEATS、ポニーキャニオン）　2004年4月28日リリース
  - 「Half Time」、「Time Up」、「Kick Off」の作詞（実際には実況アナウンス）を担当

## 映画出演
- ゴジラシリーズ
  - ゴジラ×メカゴジラ（2002年） - 館山の自衛隊員 役[2]
  - ゴジラ×モスラ×メカゴジラ 東京SOS（2003年） - 九十九里海岸のリポーター役[2]
  - GODZILLA ゴジラ（2014年、日本語吹き替え） - 電車アナ男声/ニュース男声3 役[16][2]
  - シン・ゴジラ（2016年）[17]

## LD/DVD
- 七星闘神ガイファード LD/DVD BOX 特典映像ナレーション
- ゴジラシリーズ、東宝特撮映画 DVDオーディオコメンタリー（聞き手）をほぼ全作担当[2][注釈 5]

## 実況を担当したサッカーゲーム
- リベログランデ2（PlayStation）解説・風間八宏
- フットボールキングダムトライアルエディション（PlayStation 2）解説・風間八宏
- 日本代表選手になろう!
- LoveFOOTBALL（Xbox 360）解説・宮澤ミシェル

※いずれもナムコ（後のバンダイナムコゲームス）から発売

### 注記
1. ↑  バート・シャーリー、ジョン・ミラー、一枝修平が在籍していた頃からのファンだという[5]。
2. ↑  当時、本人は母親がガンだと思っていたが、退社が決まってからそれが早とちりだと判ったという[8]。
3. ↑  これは八塚がフリーになった際にも最初に引き受けた仕事であった。
4. ↑  なお、2009年1月24日放送のヨーロッパフィギュアスケート選手権中継で、実況の小林千鶴が「一昨年、スウェーデンから日帰りでフィンランドを訪れ、ヘルシンキの書店でキーラ・コルピの写真集を探した」と発言しており、「Foot!」スタッフのブログ[11] の記述「倉敷夫妻はリトマネンの切手や、資料になりそうな本をコーディネーターの方と探しに」と符合する。
5. ↑  特典の「東宝怪獣絵本」の語り、『ゴジラ対メガロ』『メカゴジラの逆襲』『地震列島』のDVD特典映像では顔出し出演、『メカゴジラの逆襲』特典ではムガール隊長の声を担当している。

## 参考資料
- 土屋雅史 (2002年3月31日). “『Foot！』Five Stories ～倉敷保雄【前編】～（2017年4月14日掲載）”.  JSPORTS. 2022年2月4日閲覧。
- 土屋雅史 (2020年4月1日). “『Foot！』Five Stories ～倉敷保雄【後編】～（2017年4月14日掲載）”.  JSPORTS. 2022年2月4日閲覧。
- 「FOOT! BOOK 00 05」（J SPORTS「Foot!」5周年記念グッズ「5点セット」のひとつ）